# Елетра Ламборгини
Елетра Миура Ламборгѝни (на италиански: Elettra Miura Lamborghini; * 17 май 1994 в Болоня, Италия) е италиански телевизионен персонаж и певица (в жанра хип-хоп, поп и регетон). Внучка и наследница на предприемача Феручо Ламборгини.

## Биография и кариера
Елетра е дъщеря на Луиза Петерлонго и на съпруга ѝ – предприемачът Тонино Ламборгини. Тя е внучка на предприемача Феручо Ламборгини – основател на компанията Ламборгини. Има един по-голям брат – Феручо Ламборгини – мотоциклетен състезател и три сестри: близначките Лукреция и Фламиния, и Джиневра (певица). Второто ѝ име Миура е името на успешния модел спортна кола Ламборгини, произведен между 1966 и 1973 г.
Започва кариерата си с участия в дискотеки в Ломбардия, а през 2015 г. гостува на телевизионното шоу Chiambretti Night по италианския телевизионен канал Canale 5 През 2016 г. участва в реалити програмата Super Shore, излъчвана в Испания и Латинска Америка. Същата година е сред главните участници в документалното реалити на Ем Ти Ви Италия Riccanza за живота на богатите наследници и позира за сп. Плейбой Италия.
През 2017 г. участва в испанската телевизионна програма Gran Hermano VIP (Big Brother ВИП) и след това в английското реалити шоу Geordie Shore.
През септември 2017 г. взима участие заедно с рапъра Сфера Ебаста в сингъла на Гуè Пекеньо Lamborghini RMX. Това е първата ѝ поява в музикалния свят.
През февруари 2018 г. издава с Кеш Мъни – лейбъл, лансирал Ники Минаж и Дрейк, първия си самостоятелен сингъл Pem Pem, който е изцяло на испански и има милиони визуализации в Ютюб. Той е сертифициран като двойно платинен в Италия. Песента е представена на живо в шоуто в паузата на Ен Би Ей среща в Стейпълс Център в Лос Анджелис, САЩ през януари 2018 г.
След това Ламборгини взима участие в петия сезон на риалити шоуто Acapulco Shore по Ем Ти Ви Италия. През юни участва в Wind Music Awards 2018, а през септември 2018 г. пуска втория си сингъл, озаглавен Mala, отново на испански, сертифициран със злато в Италия.
В периода септември – ноември 2018 г. е водеща на риалити шоуто на Ем Ти Ви Ex on the Beach, излъчено по канал Sky Italia и по стрийминг телевизията Now TV.
През декември 2018 г., по повод преиздаването на албума на рапъра Сфера Ебаста Popstar, тя участва в сингъла Cupido RMX заедно с аржентинските рапъри Кеа, Дуки и Куаво.
През 2019 г. е в ролята на треньор заедно с Морган, Гуè Пекеньо и Джиджи Д'Алесио в шестото издание на програмата The Voice of Italy, излъчена по Rai 2.
На 27 май същата година, след като подписва договор с Юнивърсъл Мюзик Груп, Елетра обявява първия си студиен албум Twerking Queen (Кралица на туъркинга), който излиза на 14 юни.
През февруари Санремо 2020 г. участва във Фестивала на италианската песен в Санремо с песента Musica (e il resto scompare) („Музика (и всичко останало изчезва)"), завършвайки на 21-во място в крайното класиране. Песента достига 30 млн. слушания в Спотифай и 47 млн. гледания в Ютюб. Тя е сертифицирана като двойно платиненена през 2021 г. от FIMI, и заедно с втора оригинална песен, озаглавена Bombonera, е включено в специалното издание Twerking Queen – El rest es nada.
Елетра се връща към пеенето на испански в песента Hola Kitty, която изпълнява в сътрудничество с LA$$A ft. Bizzey. Парчето е придружено от 13 видеоанимации, които разказват историята на албума Twerking Queen.
На 29 юни 2020 г. излиза сингълът ѝ La isla в сътрудничество с Джузи Ферери, който става поредния ѝ хит в Италия и е сертифициран с платинен диск. На 9 септември двете певици участват в музикалното събитие RTL Power Hits Estate 2020 на Арена ди Верона.
През 2021 г. Елетра е избрана от Илари Блази за ролята на коментаторка в реалити шоуто „Островът на известните“ (L'Isola dei famosi) заедно с Ива Дзаники и Томазо Дзордзи. Преди началото на шоуто обаче тя дава положителен тест за COVID-19 и затова е принудена да следи първите епизоди във видео връзка директно от дома си.
На 25 юни 2021 г. излиза миниалбумът ѝ Twerking Beach, съдържащ последния ѝ хит Pistolero, който става двуктрано платинен в Италия.
На 31 август певицата участва заедно с други изпълнители на живо в събитието Power Hits Estate 2021 на Арена ди Верона.
На 3 декември излиза новият ѝ сингъл „В полунощ (Коледна песен)“ (A mezzanotte (Christmas Song)).
На 19 декември e водeща на финала на 82-я конкурс за красота Мис Италия заедно с Алесандро Ди Сарно, излъчен чрез стрийминг.
През април 2022 г. придружава съпруга си Афроджак на червения килим на наградите Грами. През май същата година в Музея на Мадам Тюсо в Амстердам се появява първата восъчната й статуя. 
На 17 юни издава летния си сингъл „Бонбон“ (Caramello) в сътрудничество с Роко Хънт и испанската певица Лола Индиго.
Новият й сингъл „Горе ръцете“ (Mani in alto) излиза през 2023 г. През юни 2024 г е издаден сингълът й „Да кажеш, да направиш, да целунеш“ (Dire fare baciare) в сътрудничество с италианския рапър Шейд.

## Личен живот
Тя е романтично свързана с холандския диджей и предприемач Ник ван де Вал, познат като Афроджак (роден на 9 септември 1987 г.), който има звезда на Холивудската алея на славата. Двойката официално се сгодява на 25 декември 2019 г., а на 26 септември 2020 г. сключва брак във Вила дел Балбиано в Осучо (подселище на Тремецина) на езерото Комо. Признава, че преди да се запознае с него, е била бисексуална.
Във видеата си често изпълнява туъркинг.
Голямата й страст е конната езда и тя участва в множество регионални и национални състезания. Освен конете обича и кучетата: има около 30, както и 15 служители, които се грижат за тях.
Има доста татуировки и най-значимата от тях е голямо леопардово петно на лявото рамо и идентична татуировка на лявото ѝ седалище, символи на хищническите ѝ инстинкти. Освен това има 42 пиърсинга, включително и диамантени.

## Дискография

### Албуми

#### Студийни албуми
- 2019 – Twerking Queen
- 2023 – Elettraton

### Миниалбуми
- 2021 – Twerking Beach

#### Концертни албуми
- 2021 – Twerking Beach

## Видеография

### Музикални видеоклипове
- 2017 – Lamborghini RMX (c Гуе и Сфера Ебаста)
- 2018 – Pem Pem
- 2018 – Mala
- 2019 – Tócame (c Питбул и Чайлдсплей)
- 2019 – Fanfare (c Гуе)
- 2010 – Musica (e il resto scompare)
- 2020 – La isla (c Джузи Ферери)
- 2021 – Pistolero
- 2021 – A mezzanotte (Christmas Song)
- 2022 – Caramello (с Роко Хънт и Лола Индиго)
- 2023 – Delincuente (с Боро Боро)
- 2023 – Mani in alto
- 2024 – Dire, fare, baciare (с Шейд)

## Телевизия
- Super Shore (MTV España, 2016 – 2017) – конкурентка
- #Riccanza (MTV Italia, 2016 – 2017)
- Domenica Live (Canale 5, 2016 – 2017) – коментаторка
- Gran Hermano VIP (Telecinco, 2017) – конкурентка
- Big Brother Brasil (Rede Globo, 2017) – гостенка
- Geordie Shore (MTV, 2017) – конкурентка
- Acapulco Shore (MTV Latinoamérica, 2018) – конкурентка
- Ex on the Beach Italia (MTV Italia, 2018) – водеща
- The Voice of Italy (Rai 2, 2019) – вокална педагожка
- Elettra Lamborghini: Twerking Queen (MTV Italia, 2019)
- Festival di Sanremo (Rai 1, 2020) – конкурентка
- Name That Tune – Indovina la canzone (TV8, 2020 и 2023) – конкурентка
- L'isola dei famosi (Canale 5, 2021) – коментаторка

- Zecchino d'Oro (Rai 1, 2021, 2023) – жури
- Only Fun – Comico Show (Nove, 2022-2024)
- Italia's Got Talent (Disney+, от 2023) – жури

### Web TV
- Elettroshock (Zweb Tv, 2020)
- Elettra e il resto scompare (Discovery+, 2021)
- Miss Italia (Helbiz Live, 2022)
- A scuola di ex (Paramount+, 2022)

## Филмография
- Mollo tutto e apro un chiringuito, реж. Пиетро Белфиоре, Давиде Боначина, Андреа Фаденти и Давиде Роси (2021)